# Young Barney Aaron
Young Barney Aaron est un boxeur anglais combattant à mains nues né en 1836 à Londres et mort le 4 juin 1907 à Long Island.

## Carrière
Après avoir émigré aux États-Unis en 1855, il commence une carrière de boxeur professionnel l'année suivante et devient champion des États-Unis des poids légers le 2 septembre 1857 en battant en 80 rounds et 3h20 de combat Johnny Moneghan. Premier boxeur juif à remporter un tel titre, Aaron est battu en 1858 par Patrick Brannagan puis se retire des rings pendant 7 ans.
Malgré un nouveau revers en 1866 contre Sam Collyer (à nouveau pour le titre de champion de la catégorie), il remporte la revanche le 13 juin 1867 par décision au terme des 68 rounds et met un terme définitif à sa carrière en fin d'année. Il ouvre par la suite un gymnase et devient également arbitre (officiant notamment lors de certains combats de Joe Walcott, Mysterious Billy Smith et John L. Sullivan).

## Distinction
- Young Barney Aaron est membre de l'International Boxing Hall of Fame depuis 2007.

## Anecdote
- Son père, Barney Aaron, fut un boxeur renommé dans les années 1820 et figure également à l'IBHOF.

## Référence
1. ↑  (en) Liste des combats de Johnny Moneghan (cyberboxingzone.com)